# فرودگاه اسوتلوگورسک
فرودگاه اسوتلوگورسک فرودگاهی عمومی واقع در اسوتلوگورسک و در کرای کراسنویارسک در کشور روسیه است.